# Palėvenė
Palėvenė is een plaats in het Litouwse district Panevėžys. De plaats telt 74 inwoners (2011).